# Trivia (mitologia)
Trivia, na Roma Antiga, era a deusa das "encruzilhadas assombradas, cemitérios e deusa da feitiçaria e bruxaria, ele vagava à noite e foi notada apenas pelo latido dos cães que denunciaram sua aproximação."
Ela foi a equivalente da deusa grega Hécate, a deusa da feitiçaria, a encruzilhada de três vias e a lua cheia. Ela foi uma deusa-titãnide do submundo que ajudou Júpiter na Titanomaquia e, portanto, foi capaz de manter seus poderes. Ela era amiga de Ceres e a ajudou a encontrar sua filha Proserpina (cujo pai era Jupiter). Como parte de seu papel como deusa do submundo, ela era conhecida como Rainhas dos Fantasmas. Embora tenha ajudado Ceres a encontrar sua filha, foi também conhecida por roubar jovens donzelas para ajudá-la em seus poderes. Essas donzelas mais tarde se tornaram as ninfas.
Seu nome ajuda a entender a etimologia da palavra "trivial", sendo formada por "tri" (três) + "via" (via), ou seja, a encruzilhada entre três vias que forma o local comum, ordinário, de conhecimento geral, trivial.